# Ramón Malla Call
Ramón Malla Call  (ur. 4 września 1922, zm. 18 kwietnia 2014) – hiszpański duchowny katolicki.  Święcenia kapłańskie otrzymał 19 grudnia 1948 w Salamance, w 1968 został wyświęcony na biskupa Diecezji Lleida, w latach 1969–1971 administrator apostolski sede vacante Seo de Urgel i zarazem tymczasowy współksiążę episkopalny Andory. Od 1999 biskup emerytowany.